# ۲-کلروپیریدین
۲-کلروپیریدین (به انگلیسی: 2-Chloropyridine) با فرمول شیمیایی C۵H۴ClN یک ترکیب شیمیایی است. که جرم مولی آن ۱۱۳٫۵۴ g/mol می‌باشد. شکل ظاهری این ترکیب، مایع شفاف بی‌رنگ است.